# Alcis euphiles
Alcis euphiles är en fjärilsart som beskrevs av Louis Beethoven Prout 1916. Alcis euphiles ingår i släktet Alcis och familjen mätare. Inga underarter finns listade i Catalogue of Life.